# Thomas Strangways

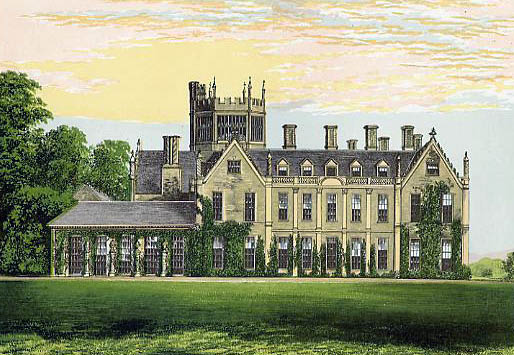
Melbury House, chromolithographie dans Morris 's Country Seats, 1880

Thomas Strangways (1643-1713) de Melbury House à Melbury Sampford près d'Evershot (Dorset) est un propriétaire terrien anglais et un homme politique conservateur qui siège à la Chambre des communes entre 1673 et 1713. En tant que colonel de milice, il s'oppose à la rébellion de Monmouth. Au cours de ses neuf dernières années au Parlement, il est le plus ancien député à la Chambre des communes (doyen de la Chambre).

## Jeunesse
Il est né en 1643, quatrième mais deuxième fils survivant de Giles Strangways (en) (1615-1675), député de Melbury Sampford et de son épouse Susanna Edwards, fille de Thomas Edwards, Mercer, de Londres et de Fair Crouch, Dorset. Il s'inscrit au Wadham College d'Oxford le 6 juin 1660. Il est capitaine de la milice à pied du Dorset en 1671 et devient colonel en 1675. Le 19 janvier 1675, il épouse Susan Ridout, fille et héritière de John Ridout de Frome, Somerset. Il succède à son frère John en 1676, héritant du domaine de Melbury Sampford, où il agrandit Melbury House .

## Carrière
Le père de Strangways obtient la réversion du poste de greffier des Pells, une sinécure de l'Échiquier pour lui en 1673 et est candidat du parti Country aux élections partielles de Weymouth et Melcombe Regis le 31 janvier 1673 et de Poole le 3 février 1673. il est battu lors des deux élections partielles, mais est élu en tant que député de Poole lors d'une autre élection partielle le 3 mars 1673 grâce à un marché électoral avec le lord chancelier Shaftesbury. Aux élections générales de 1679, il est réélu en tant que député du Dorset, l'arrondissement de poche de sa famille et réussit également à faire élire des partisans dans quatre autres circonscriptions du Dorset. Il est de nouveau réélu aux élections générales de 1681 et 1685.
Après le débarquement du duc de Monmouth à Lyme, le régiment de milice de Strangways est engagé contre les rebelles à Bridport et son frère, Wadham Strangways, est tué lors de l'escarmouche. Son régiment rend des services utiles pendant la rébellion, mais le roi Jacques II ne veut pas le récompenser avec le poste de clerc des Pells pour le soutien, ce qui l'a rendu mal à l'aise. Ses inquiétudes augmentent à la lumière de la politique religieuse du roi et à cause de ses réactions à l'abrogation de la loi sur les tests et des lois pénales, il perd ses postes locaux et les agents du roi cherchent à le remplacer au Parlement. Néanmoins, il tarde à prendre parti pour Guillaume d'Orange jusqu'à l'arrivée du prince dans le pays, alors qu'il est l'un des dirigeants du Dorset pour l'accueillir. Il est réélu à la Convention aux Élections générales anglaises de 1689 et siège au comité des élections .
Il est un chef des Tories dans le Dorset et est réélu sans opposition aux Élections générales anglaises de 1690. Bien qu'il agit généralement avec le Country Party, il est parfois considéré comme un conservateur de la Cour. Il prend plusieurs congés pendant la législature. Réélu aux Élections générales anglaises de 1695, il refuse de signer l'association en février 1696 et vote contre la fixation du prix des guinées en mars. Il vote contre la révocation de sir John Fenwick le 25 novembre 1696. En 1698, il essaie de revendiquer le poste de greffier des Pells pour lequel son père a acheté la réversion, mais sans succès. Il est réélu en tant que Tory aux Élections générales anglaises de 1698 et s'oppose à l'armée permanente en octobre. Il est de nouveau réélu aux deux élections générales de 1701 et est mis sur liste noire pour s'être opposé aux préparatifs de la guerre avec la France. Le 26 février 1702, il appuie la motion tendant à justifier les délibérations des Communes lors de la destitution des ministres de Guillaume III lors de la session précédente.
Il est de nouveau réélu aux Élections générales anglaises de 1702 et vote le 13 février 1703 contre les amendements des Lords au projet de loi concernant le moment de prêter le serment d'abjuration. Il vote également pour le virement de bord le 28 novembre 1704, malgré le lobbying de Robert Harley. Il est réélu aux Élections générales anglaises de 1705 et vote contre le candidat à la présidence de la Cour le 25 octobre 1705. Il appuie une motion visant à prendre des dispositions supplémentaires pour le duc de Marlborough, et est nommé au comité pour présenter un projet de loi pour régler au duc une pension de 5 000 £ par an.
Pour ses neuf dernières années au Parlement, il est le père de la Chambre étant le membre le plus ancien. Aux élections générales britanniques de 1708, il est réélu en tant que conservateur et vote contre la destitution du Dr Sacheverell en 1710. Après les élections générales britanniques de 1710, il est classé comme un Tory Hanovrien et est membre du Club d'octobre. Il est l'un des «dignes patriotes» qui a détecté les erreurs de gestion de l'administration précédente. Il obtient un congé pour raisons de santé le 8 avril 1712 et se retire aux Élections générales britanniques de 1713 en faveur de son fils Thomas.

## Famille
Il est décédé le 21 décembre 1713. Par sa femme Susan, il a cinq fils (dont trois l'ont précédé dans la tombe) et quatre filles : 
- Thomas Strangways (décédé en 1726), décédé sans descendance.
- Elizabeth Strangways (décédée en 1729), héritière de son frère Thomas Strangways (décédé en 1726). Elle épouse James Hamilton (5e duc de Hamilton), mais est décédée sans descendance, et son héritière est sa sœur Susanna Strangways.
- Susanna Strangways, héritière de son frère Thomas Strangways (décédé en 1726), et trois ans plus tard unique héritière de sa sœur Elizabeth Strangways (décédée en 1729), duchesse de Hamilton. Elle épousr Thomas Horner (1688-1741), député de Mells Manor à Somerset, shérif de Somerset en 1711/12[7]. Conformément aux termes du testament, Thomas Horner adopte pour lui et ses descendants le nom et les armes de Strangways. Leur seul enfant survivant et unique héritière est Elizabeth Strangways (née en 1722), qui en 1735 à l'âge de 13 ans conclut un mariage arrangé avec Stephen Fox (1704-1776), un homosexuel de 31 ans, le fils aîné de Sir Stephen Fox (1627-1716), le premier payeur des Forces. Fox adopte également le nom de famille supplémentaire de Strangways et les armes de cette famille, et est ensuite créé comte d'Ilchester. Le couple a de nombreux enfants.